# Śliwka (obraz Édouarda Maneta)

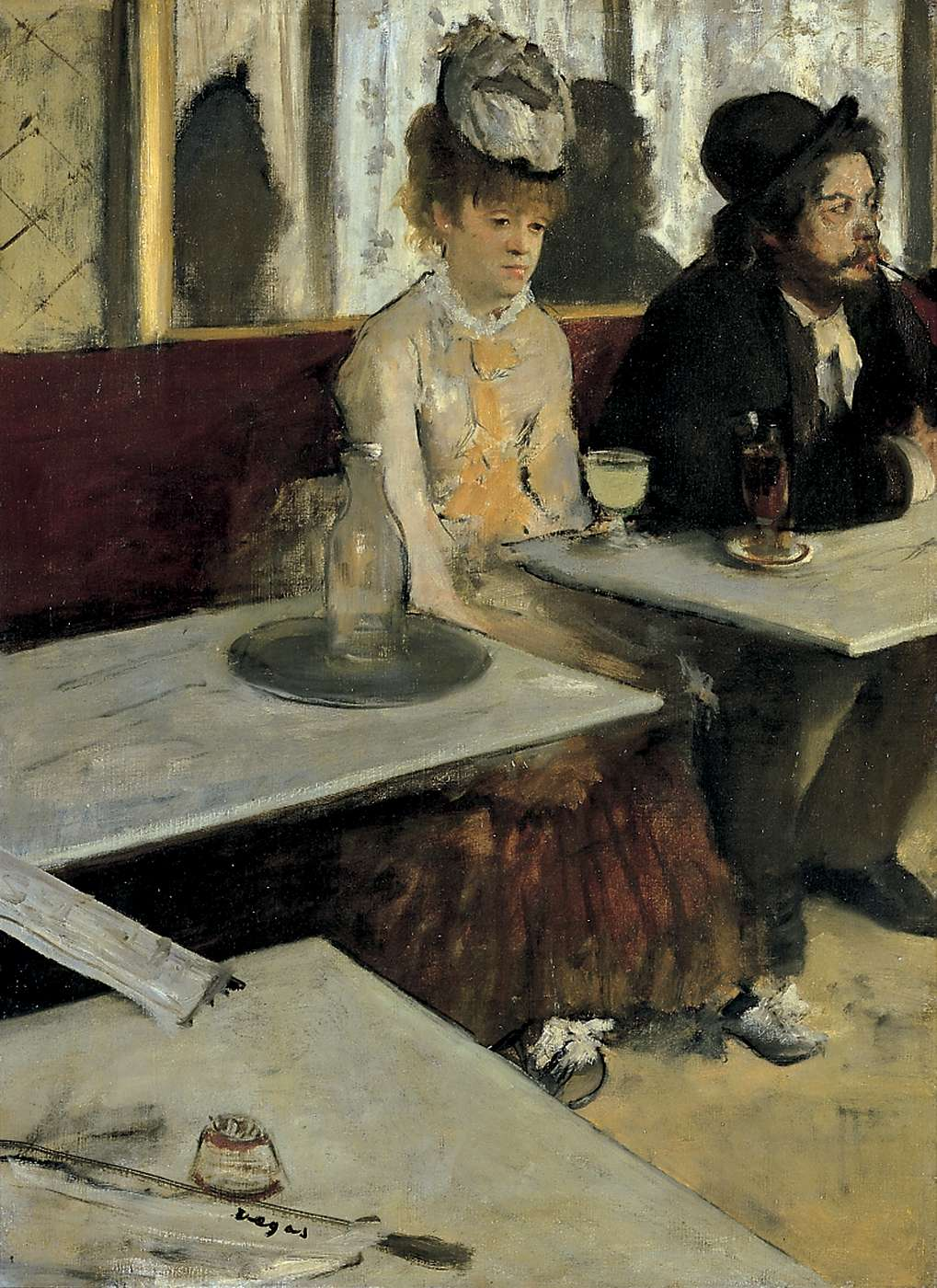
Absynt Edgara Degasa

Śliwka (fr. La Prune) – obraz olejny francuskiego malarza Édouarda Maneta. Płótno znajduje się obecnie w zbiorach National Gallery of Art w Waszyngtonie. Data powstania nie jest pewna, najczęściej przyjmuje się rok 1878 lub 1877.

## Opis
Obraz przedstawia młodą, samotną kobietę siedzącą nad kieliszkiem alkoholu w kawiarni. Jest to prawdopodobnie Café de la Nouvelle Athènes przy placu Pigalle w Paryżu, miejsce spotkań impresjonistów. Dziewczyna siedzi lekko pochylona do przodu, opierając głowę na prawej dłoni. Jej lewa ręka leży swobodnie na stole, między palcem środkowym a wskazującym trzyma niezapalonego papierosa. Na marmurowym blacie stolika stoi szklany kieliszek z brązową śliwką zanurzoną w brandy. Spojrzenie kobiety jest senne, skierowane w nieokreśloną przestrzeń. Jej rysy twarzy świadczą o zmęczeniu, jak gdyby miała za sobą ciężki dzień.
Kobieta nosi różową sukienkę z białymi falbankami na piersi w rodzaju żabotu, która harmonizuje z jej cerą. Pod stolikiem widać fragment sukienki spięty dużymi białymi guzikami oraz wiśniową kokardę na jej obrębie. Na głowie kobieta ma czarny kapelusz z wąskim rondem, prawdopodobnie ozdobiony imitacją białych piór. W tle obrazu widać kanapę, której czerwonawo-brązowa tapicerka opiera się o boazerię. Głębiej widoczna jest krata z kutego żelaza z niebiesko-turkusowym połyskiem, ale nie można stwierdzić, czy za nią jest okno, czy to jest tylko ozdoba.

## Interpretacje i nawiązania
Dzieło Maneta wydaje się być studium samotności, jednak wymowa obrazu nie jest jednoznaczna. Przedstawiona kobieta może być zwykłą dziewczyną relaksującą się nad kieliszkiem alkoholu po dniu ciężkiej pracy i oczekującą na kelnera, który doniesie łyżeczkę, konieczną do skonsumowania tytułowej śliwki. Może to osoba samotna licząca na spotkanie z kimś ciekawym i atrakcyjnym. Inna pojawiająca się interpretacja zakłada, że przedstawiona kobieta jest prostytutką. Takie założenie przyjęli organizatorzy wystawy w Musée d’Orsay w 2015 r. (Splendeurs et misères. Images de la prostitution, 1850−1910).
Obraz Maneta nawiązuje niewątpliwie do dzieła Edgara Degasa Absynt z 1876 r. Artysta wykorzystał to samo wnętrze i tę samą modelkę, Ellen Andrée. Oprócz podobieństw, które są szczególnie widoczne w temacie obrazów, obie prace znacznie się różnią. Obraz Maneta jest zdecydowanie jaśniejszy i inaczej skadrowany, posiada też bardziej zrównoważoną kolorystykę. Jego przekaz jest bardziej optymistyczny, melancholijna bohaterka nie robi wrażenia osoby, której życie jest już nieodwracalnie stracone.
W 1927 r. amerykański malarz Edward Hopper namalował obraz o podobnej tematyce Automat.

## Losy obrazu
Około 1881 r. Manet sprzedał obraz kolekcjonerowi Charlesowi Dedonowi. Po śmierci Dedona w 1914 r. obraz odziedziczyła jego żona, a przed 1919 r. Śliwka została sprzedana właścicielowi galerii Paulowi Rosenbergowi. Później znajdowała się w kolekcjach Arthura Sachsa i Paula Mellona. Od 1971 r. znajduje się w zbiorach National Gallery of Art.